# 電子商務經營模式
電子商務經營模式是指電子化企業（e-business）如何運用資訊科技與網際網路，來經營企業的方式；簡略歸納出B2B（Business to Business）、B2C（Business to Consumer）、C2B（Consumer to Business）、C2C（Consumer to Consumer）、O2O（Online to Offline）五種經營模式。

## B2B
B2B主要是針對企業內部以及企業（B）與上下游協力廠商（B）之間的資訊整合，並在網際網路上進行的企業與企業間交易。藉由企業內部網（Intranet）建構資訊流通的基礎，及外部網路（Extranet）結合產業的上中下游廠商，達到供應鏈（SCM）的整合。因此透過B2B的商業模式，不僅可以簡化企業內部資訊流通的成本，更可使企業與企業之間的交易流程更快速、更減少成本的耗損。

### B2B實際運作

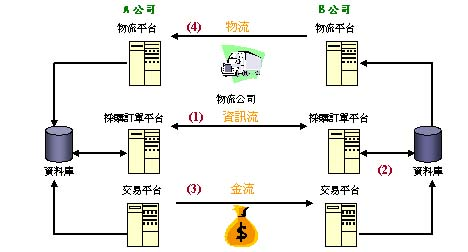

- 階段（1）－就是讓整個企業與企業間的「供應鏈」與「配銷商」管理自動化，透過Internet，不但節省成本增加效率，更有開發新市場的機會，企業間商業交易資訊交換，如採購單、商業發票及確認通知等。
- 階段（1）→（2）目前這類資料交換的協定稱之為電子資料交換（EDI），其運作方式是將電子表格的每一個欄位，以一對一的方式，對應於商業交易書面表格中的每一部分，就像所有的採購單及交易記錄都記錄在資料庫中。
- 階段（3）－電子資金轉移，如銀行與其往來企業間資金的自動轉帳。
- 階段（4）－所有的出貨需求在經過資料庫處理後會自動完成物流配送的要求。

### B2B電子商務平台
是指上下游協力廠商在平台上提供產品介紹及報價等，是近年來供應鏈不可或缺的網路行銷手法之一。例如日本的iPROS （页面存档备份，存于）和台灣的台灣經貿網 （页面存档备份，存于）和中國的阿里巴巴 （页面存档备份，存于）。

## B2C （Business to Consumer）
B2C就是企業透過網路銷售產品或服務給個人消費者。企業廠商直接將產品或服務推上網路，並提供充足資訊與便利的介面吸引消費者選購，這也是目前一般最常見的作業方式，例如網路購物、證券公司網路下單作業、一般網站的資料查詢作業等等，都是屬於企業直接接觸顧客的作業方式。目前可分成以下四種經營的模式：
1. 入口網站（Portal）: ex. Yahoo!
2. 虛擬社群（Virtual communities）:虛擬社群的著眼點都在顧客的需求上，有三個特質－專注於買方消費者而非賣方、良好的信任關係、創新與風險承擔。
3. 交易聚合（Transaction Aggregators）:電子商務即是買賣。
4. 廣告網路（Advertising Network）

### B2C運作

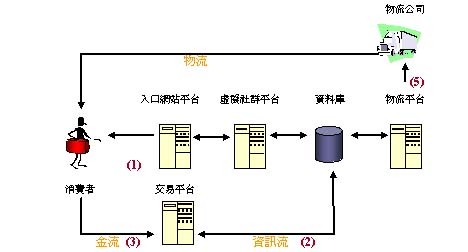

- 階段（1）－使用者透過入口網站找尋到特定的目的網站後，會接收來自目的社群網站（或稱店家）的商品資料。
- 階段（2）－在B2C的運作模式中，使用者通常會將個人資料交給店家，而店家會將使用者資料加以儲存，以利未來的行銷依據，當使用者要在某店家消費時會輸入訂單資料及付款資料，透過階段
- 階段（3），將您的電子認證資料、訂單資料及付款資料一並送到商店端的交易平台，店家保留訂單資訊，其他的送到認證階段
- 階段（4）的收單銀行去請求授權，並完成認證。
- 階段（5）－完成認證後，店家將資料傳送到物流平台，最後完成物流的配送。

## C2B
| 構面       | B2C        | C2B              |
| ---------- | ---------- | ---------------- |
| 商品來源   | 商家提供   | 所有網友、小商家 |
| 產品線     | 特定或有限 | 多樣化           |
| 產品線深度 | 不錯       | 非常多樣化       |
| 欺偽       | 不多       | 有時發生         |
| 商品運送   | 不錯       | 品質不一         |
| 產品保證   | 不錯       | 需要規則提昇     |
| 服務品質   | 依商家性質 | 由賣方提供       |

C2B模式更具革命性，它將商品的主導權和先發權，由廠商身上交給了消費者。傳統的經濟學概念認為針對一個產品的需求越高，價格就會越高，但由消費者因議題或需要形成的社群，透過社群的集體議價或開發社群需求，只要越多消費者購買同一個商品，購買的效率就越高，價格就越低，這就是C2B的主要特徵。C2B的模式，強調用「匯聚需求（demand aggregator）」，取代傳統「匯聚供應商」的購物中心型態，被視為是一種接近完美的交易型式。例如:團購網站

## C2C
C2C是指消費者與消費者之間的互動交易行為，這種交易方式是多變的。例如消費者可同在某一競標網站或拍賣網站中，共同在線上出價而由價高者得標。或由消費者自行在網路新聞論壇或BBS上張貼佈告以出售二手貨品，甚至是新品，諸如此類因消費者間的互動而完成的交易，就是C2C的交易。
目前競標拍賣已經成為決定稀有物價格最有效率的方法之一，舉凡古董、名人物品、稀有郵票…只要需求面大於供給面的物品，就可以使用拍賣的模式決定最佳市場價格。拍賣會商品的價格因為欲購者的彼此相較而逐漸升高，最後由最想買到商品的買家用最高價買到商品，而賣家則以市場所能接受的最高價格賣掉商品，這就是傳統的C2C競標模式。
C2C競標網站，競標物品是多樣化而毫無限制，商品提供者可以是鄰家的小孩，也可能是頂尖跨國大企業；貨品可是自製的糕餅，也可能是畢卡索的真跡名畫。且C2C並不侷限於物品與貨幣的交易，在這虛擬的網站中，買賣雙方可選擇以物易物，或以人力資源交換商品。例如一位家庭主婦已準備一桌筵席的服務，換取心理醫生一節心靈澄靜之旅，這就是參加網路競標交易的魅力，網站經營者不負責物流，而是協助市場資訊的匯集，以及建立信用評等制度。買賣兩方消費者看對眼，自行商量交貨和付款方式，每個人都可以創造一筆驚奇的交易。

### C2C運作

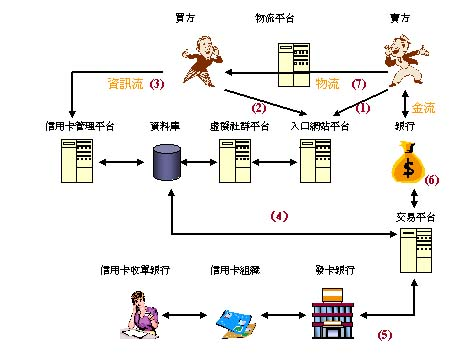

- 階段（1）－賣方將欲賣的貨品登記在社群伺服器上
- 階段（2）－買方透過入口網頁伺服器得到二手貨資料
- 階段（3）－買方透過檢查賣方的信用度後，選擇欲購買的二手貨
- 階段（4）－透過管理交易的平台，分別完成資料記錄，階段（5）的付款認證，及階段（6）的付款給賣方。
- 階段（7）－透過網站的物流運送機制，將貨品送到買方

## O2O
O2O (Online-to-Offline)
將線下（離線）商務的機會與網際網路結合在了一起，讓網際網路成為線下(離線)交易的前臺。簡單說就是線上(網路平台訂購)交易，線下(人與人或者實體店面)服務。
例如:O2O旅行、餐飲、美容美髮等通過打折、提供訊息、服務預訂等方式，把線下商店的消息推送網路上的客戶，從而將粉絲轉成線上會員再轉成實體消費，這就特別適合必須到店消費的商品和服務。

## B2B2C
B2B2C  是指由電子商務平台提供金流及物流等服務 ，供第三方企業從事電子商務。供應商將商品上架至電子商務平台，由平台端來進行活動安排及曝光，若有產生銷售行為則電子商務平台需開發票給消費者，而供應商則每個月結算總額後統一開發票給電子商務平台。
目前常見的B2B2C有MOMO購物網 （页面存档备份，存于）、YAHOO購物中心 （页面存档备份，存于）、PCHOME購物中心 （页面存档备份，存于）、東森購物中心等。

## 其他相關名詞
１.雙邊市場（two-sided market）：具兩個不同客群的經濟平台，此二客群互相提供網路利益的市場，每個客群都會從需求的規模經濟中得到好處。採用的公司例如：Google、Facebook等
２.B2Bi（B2B integration）：企業與合作夥伴彼此結合作業流程、應用軟體、資料等，使參與者能夠即時獲取資訊並予以回應，達到企業延伸，目的是使企業社群整體獲利。
３.B2E：企業對員工（employee），包含營運流程上線、人力資源管理上線以及員工服務上線等。同時節省企業成本、提升生產效率及進行知識管理與員工關係維持。
４.G2B：政府（government）與企業間的電子商務，政府透過網路進行電子採購或招標，以精簡管理業務流程，提升為企業提供對外資訊服務的速度。

## 外部連結
- Logistics Consultant in Hong Kong